# Дерута
Дерута (італ. Deruta) — муніципалітет в Італії, у регіоні Умбрія,  провінція Перуджа.
Дерута розташована на відстані близько 125 км на північ від Рима, 15 км на південь від Перуджі.
Населення — 9628 осіб (2014).

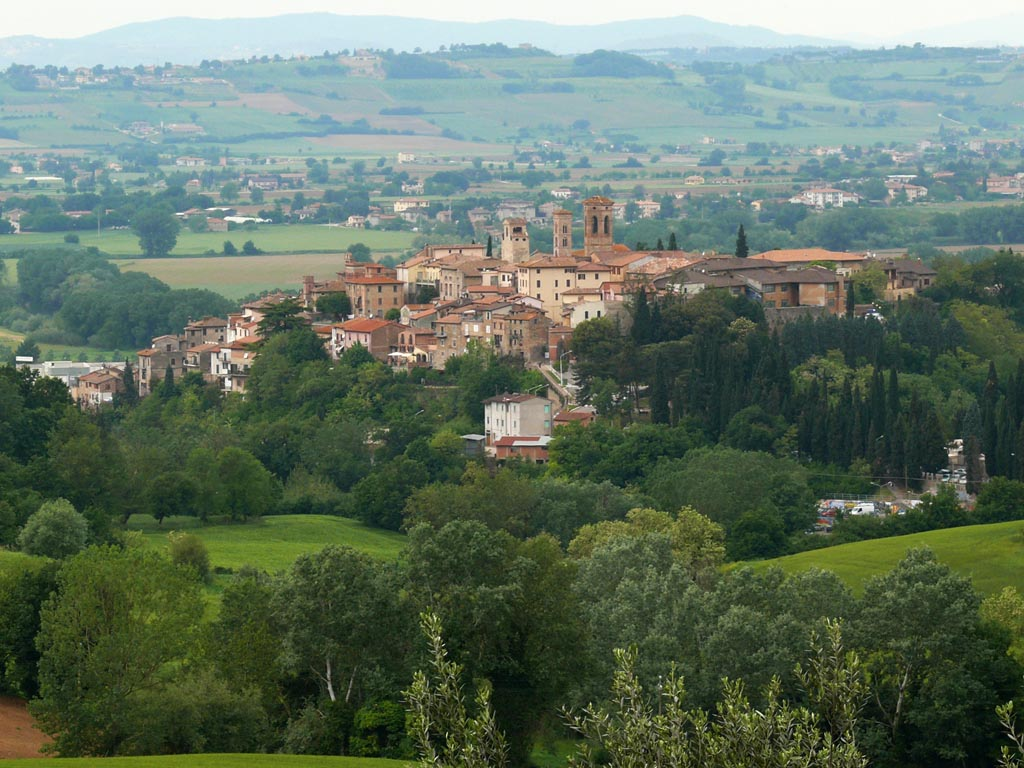

Щорічний фестиваль відбувається 25 листопада. Покровитель — Santa Caterina d'Alessandria.

## Демографія
Населення за роками:

Станом на 1 січня 2023 року в муніципалітеті офіційно проживало 900 іноземців з 48 країн, серед них 269 громадян країн Євросоюзу та 33 громадяни України.

## Сусідні муніципалітети
- Беттона
- Коллаццоне
- Маршіано
- Перуджа
- Торджано

## Музеї
- Регіональний музей кераміки (Дерута)
- Міська художня галерея (Дерута)

## Персоналії
- Джіроламо Дірута — пізньоренесансовий композитор, органіст, теоретик музики